# Samookaleczenie
Samookaleczenie, samouszkodzenie, samozranienie (ang. self-harm, self-injury, self-inflicted violence) – zjawisko o wielu nazwach i definicjach, które można skrótowo określić jako celowe zranienie się. 
Samookaleczanie jest definiowane w różny sposób i różnie nazywane w różnych krajach i przez różnych badaczy. W efekcie metaanalizy i porównania między krajami i badaniami są znacząco utrudnione. W samej Polsce na opis samozranień stosuje się co najmniej 27 różnych terminów naukowych. 
Osoby, które się samookaleczają bardzo często się tego wstydzą i robią wiele, by ukryć stan swojego zdrowia przed innymi ludźmi (np.: nie przebierając się w ich obecności lub nosząc ubrania z długimi rękawami przez cały rok.). Pogląd, jakoby większość osób z tym problemem psychicznym raniło się, by pozyskać uwagę innych ludzi, jest z gruntu fałszywy. 
Ponieważ większość badań nad samookaleczaniem koncentruje się na świecie zachodnim, zrozumienie wpływu kultury i języka na stan osób chorych pozostaje ograniczone.  
Istnieją (stan na 2024 rok) pewne badania badające samookaleczanie na najbardziej fundamentalnym poziomie biologicznym, ale ogólnie rzecz ujmując, biomarkery samookaleczania nie są dobrze zrozumiałe. Progres w tym temacie mógłby sprawić, że powstałyby farmakoterapie dla osób, które się ranią, ale wymaga to znacznie większego zrozumienia problemu niż obecnie posiadają naukowcy. 

## Definicje i nomenklatura
Jedną z przyjętych definicji jest „dowolny akt, wynikiem którego nie jest śmierć, a którego celem lub efektem jest samouszkodzenie, lub który składa się z zażywania leków bądź innych substancji ponad powszechnie przyjętą lub terapeutyczną dawkę”. Inna definicja dostępna w literaturze to „dowolne samozranienie lub samozatrucie, bez względu na motywację”. Jeszcze innym wyjaśnieniem terminu jest „celowa, samozadana destrukcja tkanek ciała bez intencji samobójczej, która nie jest społecznie akceptowana”. Z kolei definicja Międzynarodowego Towarzystwa Badania Samookaleczania (ang. International Society for the Study of Self-Injury) definiuje zjawisko jako „celowe, samozadane obrażenie tkanki ciała bez intencji samobójczej i w celach niepopieranych społecznie bądź kulturowo”. Niektóre definicje samookaleczania wliczają także próby samobójcze do zakresu tego zjawiska.
Istnieje wiele różnych terminów, którymi można nazwać samookaleczenie. Wlicza się w to: para-samobójstwo (ang. parasuicide), próba samobójcza (ang. attempted suicide lub suicide attempt), samookaleczające zachowania (ang. self-damaging behaviour), samozatrucie (self-poisoning) lub samookaleczanie (ang. self-harm, self-injury lub self-mutilation). W Europie i Australii najczęściej literatura wspomina o Deliberate Self-Harm (DSH, pol. „celowe samozranienie”), w czasie, gdy północnoamerykańskie badania posługują się terminem Non-Suicidal Self-Injury (NSSI, pol. "niesamobójcze samookaleczenie"). Co ciekawe, ten sam termin może mieć różne znaczenie w różnych krajach – w Zjednoczonym Królestwie termin DSH oznacza każde samookaleczenie, bez względu na motywację, zaś w USA wyklucza się z tej definicji akty dokonane z intencją samobójczą. Istnieje także określenie Self Injurous Behaviour (SIB, pol. zachowania samoraniące). Pomimo różnicach w terminologii i definicjach, badania wykazały, że częstotliwość samookaleczania jest taka sama w różnych badaniach i krajach.
Ciekawą definicję terminów self-harm (tutaj jako "samokrzywda") i self-injury ("samozranienie") przyjęli badacze z Niemiec w pracy opublikowanej w 2016 r. w PLOS One. W tym ujęciu "samozranienie" to tylko niewielki wycinek "samokrzywdy", w którą może się wliczać niebezpieczne prowadzenie pojazdów, celowa utrata pracy lub wchodzenie w toksyczne związki. W takim ujęciu połowa narodu niemieckiego przynajmniej raz sama się "zraniła". 
W pracach polskojęzycznych można się spotkać aż z 27 terminami na opisanie samookaleczenia. Najpopularniejsze z nich to, poza samookaleczaniem, samouszkodzenie lub samozniszczenie.

## Charakterystyka

### Podział na podgrupy
Zasadniczo zachowania autoagresywne można podzielić na dwie grupy – kulturowe i dewiacyjne. Te pierwsze to między innymi piercingi, tatuaże, zadawanie sobie blizn rytualnych itp. Ten artykuł poświęcono w całości zachowaniom dewiacyjnym, które można podzielić na trzy kolejne podgrupy: samouszkodzenia wielkie, stereotypowe i w końcu umiarkowane. Samouszkodzenia wielkie są bardzo traumatyczne, to między innymi odcinanie sobie palców i kończyn czy też zachowania autokastracyjne. Samouszkodzenia stereotypowe mają formę powtarzalnych wzorców, częstokroć rytualnych bądź symbolicznych, jak np.: uderzanie głową w ścianę. Są one powszechne w przypadku autyzmu lub niepełnosprawności intelektualnej. Ostatnia grupa, samouszkodzenia umiarkowane, to np.: cięcie się lub wyrywanie sobie włosów z głowy. Te zaburzenia często nie stanowią bezpośredniego zagrożenia dla zdrowia i życia, ale mają charakter przewlekły. To im poświęcono cały poniższy artykuł.
Autoagresję umiarkowaną można dodatkowo podzielić na kompulsywną i impulsywną, ta druga zaś w końcu dzieli się na epizodyczną i nawracającą. 
Autoagresja kompulsywna jest rodzajem rytuału bądź automatycznego zachowania, które jest mimowolne i nieświadomie występuje każdego dnia. Często spotyka się ten rodzaj samozranienia w zaburzeniach obsesyjno-kompulsywnych.
Autoagresja impulsywna jest dokonywana na skutek działania jakiegoś stresora, jest też w pełni celowa i dokonywana przez chorego, który jest w pełni świadomy swoich własnych działań. Samouszkodzenia impulsywne dzielą się na epizodyczne, które mają charakter jednostkowych, niepowtarzalnych czynności („moment słabości”), i nawracające, które mają charakter powtarzalny jako uzależnienie i maladaptacja radzenia sobie ze stresem lub efekt braku umiejętnego rozwiazywania swoich problemów. Autoagresja nawracająca jest bardzo niebezpieczna – z czasem stanowi element tożsamości chorego, który postrzega ją jako naturalną i oczywistą, taką, która jest mechanizmem w pełni akceptowalnym. Takie samozniszczenie z czasem staje się typową odpowiedzią na napotykane w życiu trudności.

### Ogólna charakterystyka

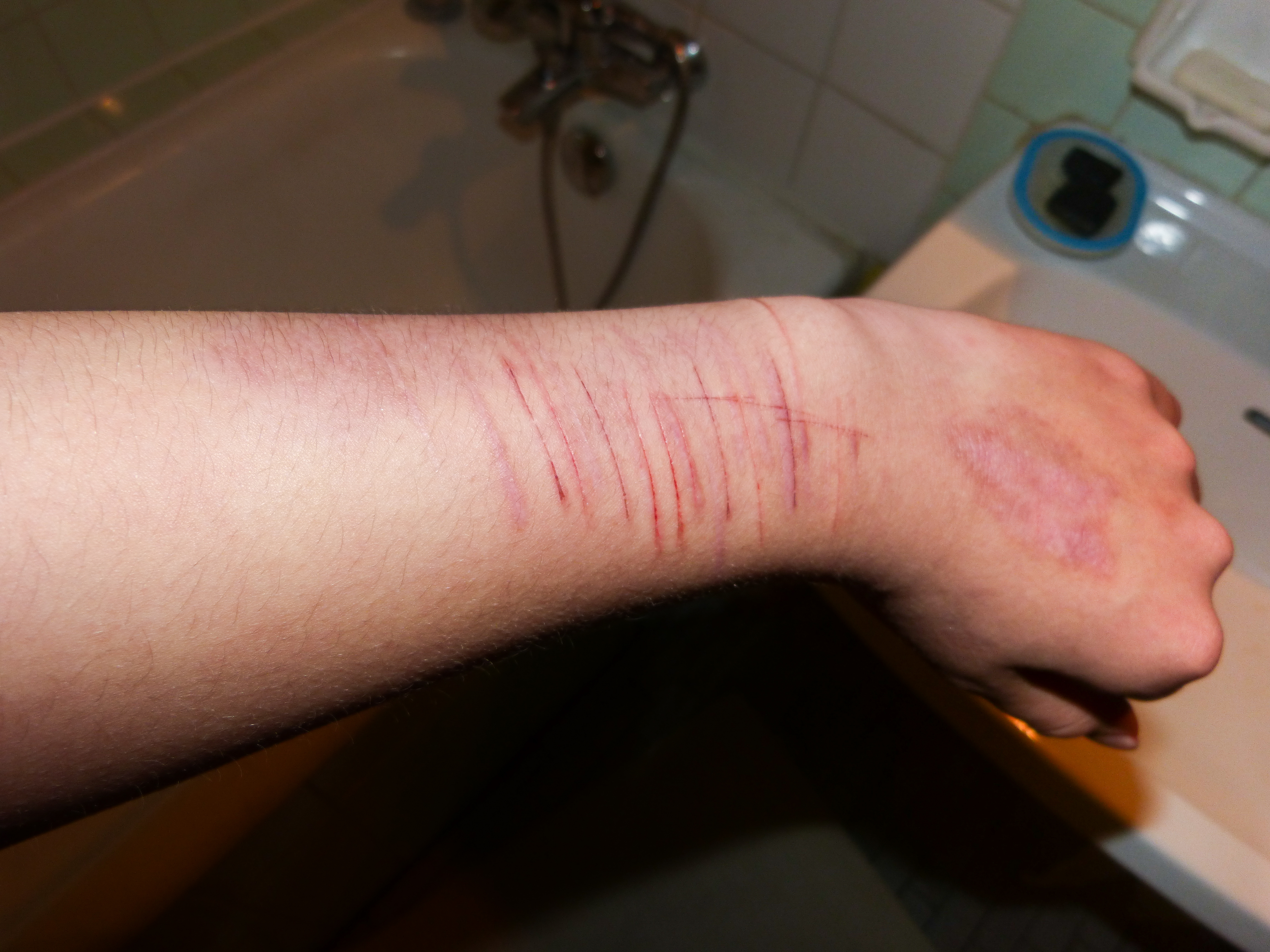
Rany cięte na przedramieniu – efekt samookaleczenia

Samookaleczanie może być próbą szukania pomocy lub nieudaną próbą samobójczą i mieć podstawy w jednym lub kilku stresorach – innymi słowy, jest to narzędzie radzenia sobie ze stresem. Jest ono także narzędziem emocjonalnej regulacji, której celem jest obniżenie bólu emocjonalnego. W tym ujęciu zachowania autodestrukcyjne służą zachowaniu wewnętrznej integralności chorego. Najczęstsze powody, by się okaleczać, to depresja, samotność i negatywne uczucie skierowane względem samego/ej siebie. Samouszkodzenie często ma naturę powtarzalną (ang. repetitive). Samouszkodzenie może być czymś, od czego dana osoba może się uzależnić. 
Samouszkodzenie jest postrzegane przez osoby, które się go dopuszczają, jako źródło cierpienia i doświadczenie osamotniające, a także jako forma komunikacji z otoczeniem. Niekiedy samouszkodzenie jest sposobem na uzyskanie iluzji kontroli nad własnym życiem. Czasami samouszkodzenie jest formą samo-ukarania.
Samouszkodzenia często są efektem doświadczenia silnych negatywnych emocji, takich jak lęk, gniew czy złość, połączone z negatywnym postrzeganiem doświadczania owych emocji.
Pomimo istnienia stereotypu, że osoby, które się samookaleczają, to „poszukiwacze uwagi” (ang. attention seekers), osoby z tym problemem bardzo się go wstydzą i czynią bardzo wiele, by ukryć go przed ludźmi wokół nich. Przykłady ukrywania swoich ran to noszenie cały rok ubrań z długimi rękawami i odmawianie partycypowania w aktywnościach, podczas których należy zmienić strój (np.: lekcje WF-u). Tacy ludzie bardzo boją się osądu i bycia traktowanym jak „dziwacy”.
Czasami akt samookaleczania jest świadomym krzykiem o pomoc, poszukiwaniem osoby o otwartym umyśle, która uważnie wysłucha i zrozumie problemy danej osoby.
Szacuje się, że na 100 000 osób w populacji, 150 do 500 będzie się samookaleczać. Jedno z badań wykazało, że młode kobiety okaleczają się w proporcji 600 na 100 000 osób w populacji, a młodzi mężczyźni w proporcji 300 na 100 000 osób. Jednocześnie, owe liczby dotyczą tylko przypadków znanych lekarzom – jako, że wiele incydentów nie zostaje zgłoszona odpowiednim służbom, prawdziwe dane mogą być wyższe niż tu podane. Inne badanie na młodzieży z Wielkiej Brytanii podaje, że tylko 13% wszystkich aktów samookaleczania znalazło swój finał w szpitalu. Badanie z Turcji z 2021 wykazało, że 40% uczniów liceów wykazało zachowania samoraniące. Około 1 na 10 osób, która doświadcza problemu samookaleczania, w późniejszym czasie zginie śmiercią samobójczą. Samozranienie jest globalnie jedną z najczęstszych przyczyn hospitalizacji. 
Badania wykazały, że około 6% populacji USA samookaleczało się w ciągu swego życia. Częstotliwość samookaleczania w jednym z badań wyniosła 17% dla młodzieży, 13.5% dla młodych dorosłych i 5% dla dorosłych. W ciągu 14 lat (2000–2014) częstotliwość samookaleczania w populacji Anglii wzrosła z 2,4% do 6,4%. Szczególnie duży wzrost zaobserwowano u kobiet i dziewcząt. Na Wyspach Brytyjskich problem samookaleczania narasta od późnych lat 60.
Istnieje powszechny konsensus, iż w ciągu ostatnich lat samookaleczanie w populacji stało się powszechniejsze. Jednakże, 26 letnie badanie z Belgii, zakończone w 2013 roku, wykazało spadek osób przyjętych do szpitala po akcie samookaleczania. Istnieje możliwość, iż na przestrzeni lat zmniejszyły się próby samobójcze (przez przedawkowanie leków) niekiedy niewliczane w definicję samouszkodzeń, a większość samozranień, jako "lekkie przypadki" nie trafiła pod uwagę lekarzy w szpitalach biorących udział w badaniu. W takim wypadku także i w Belgii samouszkodzenia by wzrosły, ale poprzez przyjętą metodologię nie można by było tego stwierdzić.
Szansa na to, że osoba po epizodzie samookaleczania popełni samobójstwo, jest 100 razy większa niż w ogólnej populacji. Nie mniej niż 5% osób, które się samookaleczają, umrze śmiercią samobójczą. W ciągu 12 miesięcy po epizodzie samookaleczania, próbę samobójczą popełniło 430 osób na 100 000, czyli 37 razy częściej niż w ogólnej populacji. Zgodnie z badaniami naukowymi, 70% ludzi, którzy się okaleczają, ma za sobą 1 próbę samobójczą, a 55% – dwie lub więcej. Inne badanie z Singapuru wykazało, że 31% pacjentów z samookaleczaniem miała za sobą przynajmniej jedną próbę samobójczą. Osoby, które się ranią bez intencji samobójczej, najczęściej stosują tylko jedną metodę samookaleczania. Dla kontrastu, ludzie z intencją samobójczą najczęściej wypróbowali w swoim życiu 5 lub więcej metod samozranienia. Pacjenci z intencją samobójczą częściej także dokonują aktów autoagresywnych. Czasami osoby zmieniają metodę ranienia się i może to być ten moment, w którym podejmują decyzję o podjęciu próby samobójczej. Z tego względu nie należy też osobom chorym zabierać narzędzia samozranienia – gdyż mogą znaleźć nową, bardziej śmiercionośną metodę jako zastępstwo. Czasami samookaleczanie niesuicydalne może prowadzić do samookaleczania z intencją samobójczą. Naukowcy szacują, że około 1/4 wszystkich samobójstw (1/5 dla Wielkiej Brytanii) była poprzedzona samozranieniem. Szansa na popełnienie samobójstwa w ciągu 1 do 4 lat po akcie samookaleczania wynosi 3%, zaś w ciągu 9 lat 6-7%.
Nie wszystkie metody samookaleczania są równie szkodliwe. Dla przykładu, cięcie się nożem jest bardziej niebezpieczne ze względu na powiązanie z możliwą późniejszą próbą samobójczą.
Do ogólnych czynników ryzyka należą problemy ze zdrowiem psychicznym takie jak depresja lub zaburzenia lękowe, czy też nadużywanie różnych substancji, w tym alkoholu i marihuany.
Lekarze i psycholodzy często dzielą osoby z epizodem samookaleczania na trzy grupy ryzyka (niskie, średnie i wysokie). Warto odnotować, że samobójstwa najczęściej popełniają osoby określone jako niskie ryzyko, a osoby z grup wysokiego ryzyka giną śmiercią samobójczą stosunkowo rzadko.
Nie jest znana przyczynowość i natura relacji samookaleczanie – myśli samobójcze. Możliwe, że myśli samobójcze popychają ludzi, by się ranili. Możliwe, że samookaleczanie skutkuje stresem psychologicznym, który popycha ludzi do samobójstwa. Możliwy jest także wpływ jakiegoś innego, trzeciego czynnika, takiego jak choćby niska samoocena. Badania nie są do końca zgodne, czy samookaleczanie jest ucieczką od możliwego samobójstwa, czy też raczej mu sprzyja.
Ocenia się, że samookaleczanie występuje 10 do 20 razy częściej niż samobójstwa.
Samookaleczanie jest powiązane z rodzinami dysfunkcyjnymi, traumami z dzieciństwa i niestabilnością emocjonalną.
Samozranienie jest najczęstsze u młodzieży i młodych dorosłych, jest znacznie rzadsze wśród starszych dorosłych.
Samookaleczanie pełni funkcję służącą przetrwaniu jednostki, jest emocjonalny unikaniem, które pojawia się tam, gdzie nie istnieje możliwość rozwiązania problemów, które do niego prowadzą.
Zachowania autodestruktywne są poważnym znacznikiem ryzyka zdrowia psychicznego, towarzysząc psychopatologii, ale także wykraczając poza nią.
Literatura medyczna zaczęła poruszać problem samookaleczania już w XIX wieku.

### Czynniki ryzyka
Istnieją różnorodne czynniki ryzyka samozranień. Należy tutaj wymienić impulsywność, zaburzenia lękowe, depresję, płeć kobiecą i samotne życie, jak i również zaburzenie osobowości borderline lub zaburzenia nastroju. Innym czynnikiem ryzyka jest nadmierna otyłość - u najbardziej otyłych pacjentów ryzyko samookaleczania sięga nawet 50-60%. Bardzo często samookaleczanie występuje wśród osób, które mają problemy z rozwiązywaniem problemów i kontrolą własnych emocji.

#### Wśród dzieci i młodzieży
Samookaleczanie wśród młodzieży jest powiązane z niskimi umiejętnościami rozwiązywania problemów i radzenia sobie z nimi (ang. coping mechanisms).
Nastolatkowie postrzegają samookaleczanie jako akt prywatny i sekretny, będący ekspresją większych problemów i są niechętni szukaniu pomocy w związku z tym zagadnieniem. Jako, że zwykła młodzież postrzegała akty autoagresywne jako „szukanie uwagi”, ten pogląd był wzmacniany przez opinię większości.
Badanie naukowe przeprowadzone na młodych ludziach w Irlandii wskazało, że 12% z nich przyznało się do samookaleczania, a 9% spełniło formalną definicję tego zjawiska. 46% z nich uczyniło tak więcej niż jeden raz w swoim życiu. Dodatkowo, 22% młodych Irlandczyków doświadczyło myśli o samookaleczaniu, przy czym liczba dziewcząt wynosiła podwojoną liczbę chłopców (odpowiednio 30% i 13% wszystkich przebadanych). Młode kobiety wykazują zachowania autoagresywne trzykrotnie częściej od młodych mężczyzn.
Badanie przeprowadzone w 2012 roku na 16- i 17-latkach wykazało, iż okaleczało się ostrzem 64% respondentów z problemem samookaleczania. Następne w kolejności były takie czynności jak gryzienie, wyrywanie sobie włosów lub uderzanie głową o ścianę (8%), przedawkowanie substancji (4%) i podpalanie się (np.: papierosem) (1%). Inne badanie podało na drugim miejscu po cięciu się przedawkowywanie leków lub substancji, z częstotliwością 35% wszystkich zgłoszonych przypadków. 1/5 respondentów stosowała więcej niż jedną metodę samookaleczania. 25% wszystkich młodych osób, które się samookaleczały (około 6 procent wszystkich badanych), pragnęło własnej śmierci. Nie stwierdzono w tym przypadku różnic ze względu na płeć. 20% nastolatków, które się okaleczają, czyni tak pod wpływem alkoholu, a 12% – nielegalnego narkotyku. 
Badania wskazują, że około 60% adolescentów zna kogoś, kto się samookalecza.
W Wielkiej Brytanii tylko 1 na 8 nastolatków z tym problemem otrzymało pomoc medyczną. Badanie z Irlandii wykazało, że około 45–50% nastolatków z problemem samookaleczania szukało pomocy przed lub po incydencie. Najczęściej pomoc miała formę rozmowy z przyjacielem bądź też rodziną. Nastolatkowie 4 razy częściej proszą o pomoc przyjaciół niż członków swoich rodzin. Jeśli osoba ma w swoim otoczeniu przyjaciół, którzy także się okaleczają, prawie dwukrotnie częściej prosi ich o pomoc. Szkoła i nauczyciele są postrzegani jako dostępne źródła pomocy, ale mimo to młodzież im nie ufa, jako zagnieżdżonym lokalnie możliwym źródłom "wycieków" o ich problemach do innych osób.
Nie jest jasne czy poleganie na rodzinie i przyjaciołach jako głównym źródle wsparcia zwiększa czy zmniejsza szansę na uzyskanie fachowej pomocy. Badanie z Nowej Zelandii wykazało, że młodzież radząca się przyjaciół częściej trafia pod opiekę medyczną, ale istnieją też osoby, których zachowania autoagresywne pozostają tylko w ich grupie znajomych.
Badanie wykazało parę odrębnych kategorii medycznej pomocy, takiej jak lekarz pierwszego kontaktu, psychiatra, pracownik opieki społecznej bądź linia telefoniczna dla młodzieży z problemami psychicznymi, ale procent młodzieży, która szukała takiej pomocy, zawsze był liczbą jednocyfrową. Tylko 11% młodych ludzi z omawianym problemem trafiło do szpitala.
80% dzieci w wieku 12–16 lat nie doświadcza ani myśl związanych z samookaleczaniem, ani się nie okalecza. Połowa osób w tym wieku, które się okaleczają, uczyniły to więcej niż 1 raz. Czynniki ryzyka dla dzieci w wieku szkolnym to bycie dziewczynką, niska samoocena, padnięcie ofiarą gnębienia szkolnego (ang. bullying), rozpad rodziny, niski status socjoekonomiczny czy też posiadanie przyjaciela, który się samookalecza. Wśród dzieci w wieku 12-16 lat, zgodnie z jednym z badań, samookaleczało się przynajmniej raz w ciągu 6 miesięcy około 10% badanych. W przypadku 60% dzieci doświadczających myśli o samookaleczaniu i 55% dzieci, które się okaleczały, ich stan utrzymał się podczas półrocznego okresu badania. Jedno z badań wykazało, że średnim wiekiem, w którym pojawił się pierwszy epizod samookaleczania, było 15 lat.
Procent młodych ludzi, którzy się okaleczają, jest różny w różnych krajach. Przykładowo, w Niderlandach ten odsetek wynosi tylko 4%, w Wielkiej Brytanii zaś 13%. Różny jest też odsetek osób, które się okaleczają więcej niż jeden raz (od 10% w Niemczech do 2% w Rumunii).W Nowej Zelandii 15% ludzi przyjętych do szpitala po samookaleczaniu ma mniej niż 17 lat. Badania nad samookaleczeniem korzystające z tej samej metodologii i mające miejsce w różnych krajach są bardzo ważne, gdyż pozwalają na zrozumienie, w jaki sposób różnice ekonomiczne i kulturowe wpływają na powszechność zjawiska w populacjach. Sposób definiowania i mierzenia samookaleczania ma także wpływ na to, jaką prewalencję zjawiska wykazują badania medyczne.
Szacuje się, że 73% młodych kobiet i 57% młodych mężczyzn, którzy się okaleczają, posiada przynajmniej jednego przyjaciela, który także to czyni.
Motywacja do samookaleczania jest bardzo różnorodna. Jedno z badań wykazało, że 60% ludzi z problemem samookaleczania czyni to, by uzyskać uczucie ulgi, 40% – by ukarać samego siebie, 25% pragnęło śmierci.
Młode kobiety częściej od mężczyzn okaleczają się, by się ukarać lub doznać ulgi, zaś młodzi mężczyźni wybierają częściej powody typu "byłem ciekaw" lub "mój przyjaciel się okaleczał, więc ja też chciałem".
Jeśli chodzi o porównania między młodymi osobami, które pragną śmierci, a tymi, które nie, to pragnący śmierci są gorzej wykształceni i mają więcej epizodów depresyjnych. Mają też mniejszą szansę na odczuwanie ulgi po akcie samookaleczenia, ale za to częściej poszukują pomocy medycznej (30% w porównaniu z 6% w ogólnej populacji ludzi z tym problemem).
Relację pomiędzy samookaleczaniem a myślami samobójczymi i planowaniem własnej śmierci przedstawia poniższa tabela:
|                            | Samookaleczanie z intencją samobójczą | Samookaleczanie bez intencji samobójczej | Grupa kontrolna |
| -------------------------- | ------------------------------------- | ---------------------------------------- | --------------- |
| Pragnienie śmierci         | 90%                                   | 33%                                      | 8%              |
| Planowanie własnej śmierci | 50%                                   | 9%                                       | <1%             |

Częstotliwość zachowań samookaleczających także ma wpływ na prewalencję myśli samobójczych. Osoby, które okaleczały się 2 do 5 razy, mają dwukrotnie większą szansę posiadania myśli samobójczych niż te, które czyniły to tylko 1 raz, a te, które czyniły to ponad 10 razy, doświadczają myśli samobójczych 5 razy częściej. Relacja między samookaleczaniem a myślami samobójczymi jest tym większa, im częściej dana osoba się okalecza. W przypadku niesamobójczego samookaleczania najczęstszym sposobem zadania sobie ran jest cięcie się, w przypadku zaś samookaleczenia połączonego z intencją samobójczą jest nim przedawkowanie.
Członkowie rodziny z problemami ze zdrowiem psychicznym, niższa klasa socjoekonomiczna, do której przynależy dana osoba, jak i gorsze oceny w szkole są czynnikiem ryzyka. Obniżony nastrój i depresja w wieku 12–16 lat są w stanie zwiększyć 2- lub nawet 3-krotnie ryzyko samookaleczania. To samo badanie naukowe wykazało, że korzystanie z marihuany zwiększa ryzyko samookaleczania wśród młodzieży. Chłopcy korzystający z narkotyków mają 6-krotnie większą szansę na okaleczanie samych siebie. Adolescenci z problemem samookaleczania statystycznie częściej doświadczają prześladowania rówieśniczego (ang. bullying), przemocy fizycznej, emocjonalnej lub seksualnej i problemów w relacjach z rodzicami.
Dziewczęta okaleczają się 3,5 razy częściej niż chłopcy, ale chłopcy doświadczają większego ryzyka popełnienia samobójstwa i rzadziej rozmawiają z innymi o swoim problemie. 
Osoby, które się okaleczają, często mają trudne relacje z własnymi rodzicami, częściej też padają ofiarami bullingu.
Młodzi ludzie, którzy się okaleczają, trzymają to w sekrecie. Często w momencie, gdy inni ludzie dowiedzieli się o ich problemie, ich reakcje były negatywne, co tylko skłoniło ich do dalszego zachowywania sekretu. Młodzież ma problemy w słownym i logicznym wyjaśnieniu swoich odczuć i doświadczeń w tym zakresie. 
Nastolatkowie mają problemy w opisaniu słownym swoich odczuć i doświadczeń związanych z samookaleczaniem. Można to uzasadnić na kilka sposobów, od uczucia braku komfortu w opisywaniu badaczom kwestii intymnych, poprzez słabą pamięć wydarzeń, kończąc na dysocjacji.
Samookaleczania wywołuje wśród młodzieży wiele skomplikowanych uczuć i odczuć, takich jak choćby poczucie bycia głupim, samotnym lub przerażonym. 
Choć nauczyciele, rodzice i przyjaciele powinni zareagować i zainterweniować w momencie, gdy dowiadują się o zachowań autodestrukcyjnych dzieci i młodzieży, nie zawsze tak się dzieje. Niekiedy ich potrzeby i problemy są ignorowane, co sprawia, że chorzy czują się traktowani niepoważne i bez wymaganej delikatności.
Badania naukowe wskazują, że w miarę jak młodzież szkolna staje się młodymi dorosłymi, problem samookaleczania staje się mniej powszechny. Od początku samozranienia w adolescencji do końca tego typu zachowań ze względu na osiągnięcie pewnego wieku, statystyczna osoba z tym zaburzeniem dokona nie mniej niż 50 aktów autodestrukcyjnych.
Wśród uczniów szkół podstawowych przebadanych w australijskim badaniu z 2020, 3 procent 11- i 12-latków przyznało się do samozranienia. Do czynników ryzyka należały ubogie kontakty rówieśnicze, padnięcie ofiarą prześladowań i trwające dojrzewanie.
WHO uznała zachowania autodestruktywne za jedno z 5 najważniejszych globalnych zagrożeń dla młodzieży.
Nastolatkowie, którzy się samookaleczają, są bardzo często perfekcjonistami.

##### Wśród alternatywnych subkultur
Młodzież należąca do "alternatywnych" subkultur, takich jak Goth, Metal, Punk lub Emo, jest bardziej narażona na samookaleczanie. Przykładowo, badanie z 2006 wskazało, że Goci mają znacznie większą szansę na próbę samobójczą (47% szans dla Gotów i 5% dla nie-Gotów - inne badania podają, że 1/5 Gotów ma za sobą próbę samobójczą) i samookaleczanie (odpowiednio 47% i 3%). Ogółem, przedstawiciele kultur alternatywnych mają od 4 do 8 razy większą szansę na doświadczenie samookaleczania. Około 30% alternatywnych nastolatków ma myśli samobójcze, 4% ma za sobą próbę samobójczą, a 18% dokonuje aktów samookaleczania. Istnieje parę możliwych wyjaśnień tego fenomenu:
- Selekcja podobieństw – młodzi ludzie z problemami emocjonalnymi dążą do bycia członkami grup, które posiadają w sobie młodzież z podobnymi problemami. Badacze ostrożnie się przychylają do tego wyjaśnienia fenomenu[155].
- Imitacja - młodzi ludzie kopiują swoje zachowania, przez co samookaleczanie rozprzestrzenia się w subkulturze, dotykając także jej członków, który inaczej w ogóle by się nie zaczęli ranić. Imitacja może być bezpośrednia (bazująca na grupie rówieśników) lub pośrednia (związana z przekazem medialnym)[156].
- Artefakt statystyczny – bycie członkiem subkultury skutkuje między innymi wiktymizacją i po uwzględnieniu negatywnych czynników psychicznych związanych z ową subkulturą, statystycznie nie da się udowodnić nadreprezentacji samookaleczania w danej grupie.

W porównaniu subkultur szkolnych, kultury alternatywne były pozytywnie skorelowane z samookaleczaniem i jego częstotliwością, myślami samobójczymi i próbami samobójczymi. Subkultura jocków (sportowców) była negatywnie skorelowana z owymi czynnikami, a subkultura nerdów nie posiadała korelacji. Ostatni z wymienionych faktów zaskoczył badaczy i jest interpretowany jako dowód na możliwe polepszenie statusu społecznego subkultury w ciągu pokolenia.
Członkowie subkultur alternatywnych nie tylko okaleczają się częściej niż reszta młodzieży, ale także czynią to z innych pobudek. Częściej ranią oni siebie, by zakomunikować swoje problemy, ale także częściej robią to, by rozładować stres i emocje. Z powyższego wynika, że stereotyp Gotha lub Emo jako próbującego przyciągnąć uwagę jest usprawiedliwiony jedynie częściowo. Alternatywna młodzież częściej się rani, by należeć do gruby lub być z dala od ludzi.

##### Młodzież, która się samookalecza, a szukanie pomocy

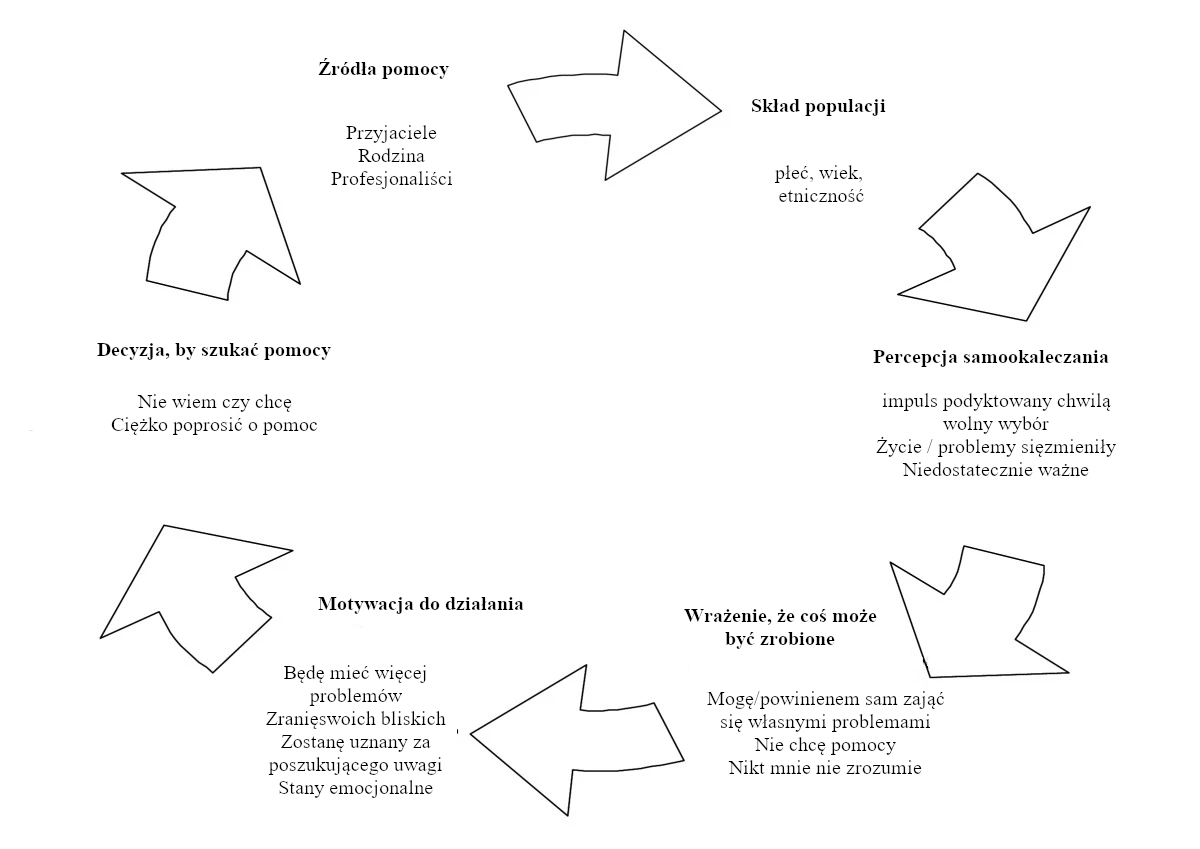
Mechanizm szukania przez młodzież pomocy w samookaleczaniu

Badanie z 2008 zadawało pytania o szukanie przez młodzież pomocy, gdy ta się rani. Prośba o pomoc i jej szukanie (przed i po akcie samoagresji), jak i powody, dla których nie sięgnięto po pomoc, są różne w zależności od wielu czynników:
1. Motywacja związana z samookaleczaniem[165]:
  1. Impuls podyktowany chwilą - dana osoba nie szukała pomocy przed aktem autoagresji.
  2. Wiara w brak powagi sytuacji - chłopcy częściej niż dziewczęta podawali ten powód, by nie szukać pomocy.
  3. Postrzeganie samookaleczenia jako własnego, wolnego wyboru, a zatem uznanie szukanie pomocy za głupie. Ten powód jest także związany z siłowym powstrzymaniem danej osoby przed autoagresją, co byłoby niekorzystne w obliczu różnych problemów i niemożności emocjonalnego poradzenia sobie z nimi. Chłopcy dwukrotnie częściej wskazywali na taką motywację.
  4. Zmiana sytuacji życiowej tak, by dalsze samookaleczanie nie było konieczne. Na tę opcję wskazało 13% respondentów (dziewczęta dwukrotnie częściej niż chłopcy).
2. Wiara, że z problemem można coś zrobić[166]:
  1. Mogę (lub powinienem/nnam móc) samemu/mej poradzić sobie z własnymi problemami - około 20% badanych zaznaczyła, że z tego względu nie szukała pomocy tak przed, jak i po akcie.
  2. Wiara, iż nie zostanie się zrozumianym/ną - około 5% badanych zaznaczyło tę opcję (dziewczęta dwukrotnie częściej). Badani, którzy znali inną osobę, która się samookalecza, dwukrotnie częściej posiadali taki pogląd.
  3. Brak chęci uzyskania pomocy - 17% młodzieży zaznaczyło tę opcję. Oznacza to, że byli świadomi swoich problemów przed aktem samookaleczania, ale mimo to nie chcieli pomocy. Mniejszość (5%) nie pragnęła pomocy, gdyż pragnęła umrzeć.
3. Motywacja do szukania pomocy[167]:
  1. Strach przed zmartwieniem lub przerażeniem innych ludzi - mniej niż 5% młodzieży zaznaczyło tę opcję (dziewczęta czterokrotnie częściej).
  2. Lęk przed większą ilością problemów - część adolescentów (4%) bała się, że interwencja medyczna pogorszy ich stan i sytuację życiową.
  3. Doświadczenie uczucia strachu - pewien odsetek młodzieży doświadczał stanów emocjonalnych pokroju strachu (5%), poczucia głupoty (4%) lub samotności (3%), które utrudniły pytanie o pomoc.
  4. Obawa przed uznaniem za krzywdzących się dla uwagi - 3% badanych nie szukało pomocy z tego powodu przed aktem samookaleczania i 6% po tym akcie.
  5. Chęć zachowania autoagresji w sekrecie - 4% badanych zaznaczyło tę motywację przed samookaleczaniem i 6% po. Dziewczęta wskazywało na tę motywację ponad 2 razy częściej niż chłopcy.
4. Bariery po podjęciu decyzji o szukaniu pomocy[168]:
  1. Trudności w wyrażeniu swoich problemów słowami - 6% badanych przed i 2% badanych po akcie samookaleczania nie wiedziało, jak opisać swoje problemy i motywacje.
  2. Brak wiedzy o tym, gdzie i jak szukać pomocy - 3% respondentów zaznaczyło tę odpowiedź.

Bardzo często w przypadku przeszkód odnośnie szukania pomocy, podaje się problemy z transportem lub odwiedzinami u lekarza z powodu długich kolejek. Jednakże, wspomniane badanie wykazało, że w przypadku samookaleczania, dużym problemem jest wewnętrzne nastawienie chorych do możliwości szukania pomocy i jej uzyskania.

##### Młodzież, samookaleczanie, a Internet
Odnośnie korzystania z Internetu przed młodzież, która się samookalecza, istnieją zarówno korzyści, jak i ryzyka związane z Siecią. Specjaliści zdrowia psychicznego powinni być świadomi dwoistej natury Internetu w tym zakresie. Powinni oni także, podczas pracy z pacjentem, pilnie przyglądać się jego częstotliwości korzystania z Internetu, jak i sposobu, w który to czyni.
Istnieją powody, by sądzić, że społeczności online osób, które się samoranią, zapewniają społeczne wsparcie cierpiącym. Jednakże, ekspozycja na materiały związane z tym zaburzeniem ma także potencjał, by wzmacniać ten behawior u chorych. Bardzo często samookaleczanie jest w takich społecznościach przedstawiane jako skuteczny sposób, by radzić sobie ze stresem.
Na forach często znaleźć można porady odnośnie oczyszczania narzędzi używanych do samookaleczania, podstawowej pomocy medycznej po akcie uszkodzenia i związane z ukrywaniem swojego stanu zdrowia przed bliskimi.
Część użytkowników Internetu może uznać zdjęcia i szczegółowe opisy samookaleczania za triggerujące, ale nie każda osoba z tym problemem doświadcza tego zjawiska. 
Młodzi ludzie są w wieku, w którym najczęściej korzysta się z Internetu, jak i najczęściej samorani. Dodatkowo, młodzi ludzie, którzy się samouszkadzają, mogą częściej korzystać z Internetu niż ich rówieśnicy.
Badanie z 2009 wykazało, że 100 najpopularniejszych filmów na YT o samookaleczaniu zostało obejrzane ponad 2 miliony razy, a społeczność użytkowników serwisu generalnie pozytywnie oceniła ów kontent.
Praca naukowa z 2019 wykazała, że natknięcie się na Instagramie na zdjęcia ran po samookaleczeniu może obniżyć poziom zdrowia psychicznego odbiorców. Taka ekspozycja może w szczególności zwiększyć ryzyko zachowań autodestrukcyjnych, natężenie myśli samobójczych i jego ryzyko, poczucie beznadziei i skrócić subiektywną listę powodów, aby kontynuować swoje życie. Ten mechanizm działa niezależnie od tego, czy natknięcie się na zdjęcia samookaleczania na Instagramie było przypadkowe, czy też celowe.

##### Rodzice i rodziny młodzieży, która się okalecza
Badania wykazały relację między brakiem osoby w rodzinie, której można się zwierzyć ze swoich problemów, a samookaleczaniem wśród młodzieży. Czynnikiem ryzyka w omawianej chorobie są także problemy rodzinne, takie jak przemoc doświadczona w dzieciństwie i patologiczne relacje między jej członkami.
Samookaleczanie się dziecka jest niezwykle traumatyczne dla rodziców. Mogą oni doświadczyć wskutek tego takich stanów emocjonalnych jak uczucie beznadziei i bezcelowości, winy, gniewu czy też poczucia porażki, a czasami ta sytuacja doprowadza ich do stanów depresyjnych. Niekiedy rodzice wstydzą się blizn swoich dzieci jak i tego, że nie mogli im pomóc, gdy te były w potrzebie. Często brakuje im skierowanych do nich informacji ze strony ekspertów zdrowia psychicznego, co może wywołać poczucie konfuzji i osamotnienia.
Niektórzy rodzice rezygnują z pracy zarobkowej, by być blisko swoich cierpiących dzieci. W takiej sytuacji problemy dziecka odbijają się na sytuacji finansowej całej rodziny.
Badanie z 2013 wykazało, że rodzice osób, które się samookaleczają, zazwyczaj oceniają stan zdrowia swoich dzieci jako abnormalny, sami zaś mają niski postrzegalny poziom wsparcia społecznego i doświadczają pomniejszego kryzysu zdrowia psychicznego. Większość rodziców nigdy nie doświadczyła problemów ze zdrowiem psychicznym, zaś wśród mniejszości, która ich doświadczyła, najczęstszym problemem była depresja.
Im większe problemy dziecka z samookaleczaniem, tym gorszy stan zdrowia psychicznego jego rodziców.
W przypadku doświadczenia przemocy (np.: fizycznej, emocjonalnej lub seksualnej) przez młodzież, nie tylko dana przemoc decyduje o wystąpieniu lub nie samookaleczania, ale także jakość relacji dziecka z rodzicami.
Chińskie badanie z 2021 wykazało, że młode osoby z depresją i problemami z samookaleczaniem miały znacznie większe problemy rodzinne niż młodzież, która chorowała tylko na depresję. Osoby zarówno z depresją, jak i samoraniące się, miały także wyższe wskaźniki emocjonalnej przemocy i zaniedbania emocjonalnego, jak i doświadczały mniejszego wsparcia ze strony członków swojej rodziny.
Normalne, zdrowo funkcjonujące rodziny zapewniają młodzieży przestrzeń i okazję, by ta rozwijała się prawidłowo. Gdy owa przestrzeń i okazje zostają młodzieży odebrane, powstaje środowisko, w którym może powstać młoda osoba z problemem samookaleczania.
Samookaleczanie wpływa negatywnie nie tylko na rodziców chorych osób, ale także na ich rodzeństwo.
Wstyd z powodu stanu zdrowia własnego dziecka często sprawia, że rodzice unikają spotkań towarzyskich, klubów i przyjaciół, wybierając dobrowolną alienację zamiast odpowiadać na kłopotliwe pytania. Część rodziców preferuje grupy wsparcia, z obcymi osobami dzielącymi ich problemy. Rodzice boją się negatywnej oceny innych ludzi i stygmatyzacji samookaleczania i chorób psychicznych, w tym oceny ich jako rodziców, jak i całej ich rodziny.
Rodzice często byli nastawieni pozytywnie odnośnie przyszłości własnych dzieci, nawet, jeśli większość z nich wolała zajmować się wyzwaniami dnia dzisiejszego.

##### Perspektywy na życie dorosłe
Perspektywy na życie dorosłe ludzi, którzy w młodości się samookaleczali, nie są najlepsze. W brytyjskim badaniu wykazano, że osoby z zachowaniami autodeskruktywnymi stanowiły 19% wszystkich badanych (w wieku lat 16), ale już 24% NEET (ang. not in employment, education or training) w wieku lat 19. Co więcej, 40% całej grupy z zaburzeniami lękowymi lub depresyjnymi i 35% całej grupy ludzi nadużywających substancji chemicznych (ang. substance use) w wieku lat 18 okaleczało się, będąc 16-latkami. Dodatkowo, ogólna szansa na to, że osoby z problemem autoagresji będą miały dobre życie (definiowane jako brak problemów ze zdrowiem psychicznym, naużywania substancji lub nie bycie NEET) wynosiła tylko połowę wartości w grupie kontrolnej (28% kontra 59%).
Powyższe badanie przebadało nie tylko młodzież, która się okaleczała, ale także powody, dla których to robiła (bez lub z intencją samobójczą). Badanie wykazało, że osoby, które się raniły z intencją suicydalną, miały w dorosłym życiu więcej problemów od tych, które owej intencji nie posiadały. Przykładowo, w porównaniu z osobami bez intencji samobójczej, te z nią wykazywały gorsze wyniki na testach edukacyjnych GCSE (odpowiednik testu gimnazjalisty) i A-Levels (odpowiednik matury, potrzebny, by studiować na uniwersytecie).

#### Osoby dorosłe
Wśród osób, które się okaleczają, w porównaniu z ogólną populacją, powszechniejsze są rozwody, separacja i bycie wdową/wdowcem, jak i niższy poziom edukacji i wyższy poziom bezrobocia. Osoby z tym problemem częściej też cierpią z powodu izolacji społecznej i sieci społeczne, w których uczestniczą, są niższej jakości. Posiadanie dużej rodziny obniża ryzyko samookaleczania.
Osoby, które się okaleczały, będąc młodsze, mają zwiększone ryzyko popełnienia samobójstwa dorosłym życiu. Oznacza to, że negatywny wpływ samozraniena na psychikę utrzymuje się przez wiele lat, nawet, gdy problem przeminie. 
Liczba samozranień znacząco spada we wczesnej dorosłości. Często jednak, problemy jednostki, zamiast zaniknąć, przechodzą w nową formę.

##### Wśród mniejszości etnicznych
Powody, by się ranić lub popełnić samobójstwo, są różne w zależności od kultury i społeczeństwa. Porównywanie samookaleczenia w różnych kulturach i krajach jest jednak utrudnione – badacze stosują różne metodologie w swoich badaniach, a także inaczej definiują samookaleczenie.
Metaanaliza 25 artykułów naukowych z 2007 r. wykazała w znacznej większości badań, że Brytyjczycy pochodzenia indyjskiego i o czarnym kolorze skóry rzadziej się okaleczają w porównaniu z białymi Brytyjczykami. Odmienne wnioski, jakoby mniejszości etniczne w Wielkiej Brytanii częściej się samookaleczały, postawiły tylko 2 badania naukowe. Relacja między chorobami psychicznymi a samookaleczaniem w przypadku mniejszości etnicznych była wyjątkowo niejednoznaczna i zmienna z badania na badanie.
W przypadku indyjskich kobiet zamieszkałych w Wielkiej Brytanii, istniał konflikt kulturowy pomiędzy ich osobistymi wartościami a tymi, które wyznawały ich rodziny i krajanie. Istnieje możliwość, że ten konflikt, np.: powiązany z oceną zaaranżowanych małżeństw jako dobrych lub złych, stał u podstaw zachowań autoagresywnych. W przypadku indyjskiej młodzieży, która się samookaleczała, konflikty na tle kulturowym z rodzicami były częstą przyczyną zranienia się. Badania wskazujące na konflikt kulturowy jako przyczynę samookaleczania są trudne do interpretacji.
Mniejszości etniczne i rasowe okaleczają się rzadziej w strefach o wysokiej różnorodności etnicznej i częściej w tych, które owej różnorodności są pozbawione.
Badania naukowe wykazały, że strategie radzenia sobie z problemami (ang. copying strategies) zależą nie tylko od płci, ale także czynników geograficznych, kulturowych i socjoekonomicznych.

##### Wśród osób LGBT
65% osób LGBT w wieku 11-19 lat doświadczyło samookaleczania. Czynniki ryzyka to między innymi płeć kobieca, transpłciowość lub niebinarność, z czego największe ryzyko było powiązane z transpłciowością i niebinarnością (4-krotnie wyższe niż wśród cispłciowej młodzieży biorącej udział w badaniu). Zjawisko to wyjaśnia teoria stresu mniejszościowego - osoby LGBT mogą do doświadczyć w formie dalekiej (ang. dystal) lub bliskiej (ang. proximal). Bliski stres wynika wprost z osoby LGBT, w tym z jej zinternalizowanej homofobii bądź ukrywania własnej tożsamości, zaś stres daleki to między innymi homofobia doświadczalna w społeczeństwie. 
Badania wykazały, że osoby transpłciowe znajdują się w grupie ryzyka samookaleczania. Czynniki ryzyka wśród nich to między innymi płeć kobieca, niska samoocena i problemy w relacjach interpersonalnych.
Poczucie wstydu może być jednym z powodów, dla których osoby LGBT częściej się samookaleczają.

##### Wśród więźniów
23% przebadanych więźniów w Szwecji posiadało historię samookaleczania. Było to powiązanie z takimi czynnikami jak ADHD, zaburzenia lękowe i nastroju, nadużywanie substancji psychoaktywnych, padnięcie ofiarą gnębienia szkolnego, czy też historia przemocy w domu rodzinnym.

## W DSM-5
W klasyfikacji DSM-5 samookaleczenia są definiowane jako „nieakceptowane społecznie, celowe uszkodzenia ciała, wywołujące krwawienie, zasinienie lub ból, podejmowane w celu redukcji dyskomfortu psychicznego”. Rozumiane są jako jeden z objawów współwystępujących z zaburzeniami emocjonalnymi i rozwojowymi o różnej etiologii lub zaburzeniami osobowości, bądź są traktowane jako odrębne zaburzenie, tzw. samookaleczenia bez tendencji samobójczych.
W DSM-5 dla samookaleczenia bez tendencji samobójczych są podane następujące kryteria:
1. Dokonywanie w ciągu ostatniego roku przez jednostkę, przez 5 lub więcej dni, celowego samookaleczenia, uszkadzania powierzchni własnego ciała, mogących wywołać krwawienie, zasinienie lub ból (np. nacinanie, przypalanie, nakłuwanie, uderzanie, nadmierne tarcie), z oczekiwaniem, że szkoda doprowadzi tylko do drobnych lub umiarkowanych obrażeń ciała (tzn. bez intencji samobójczych).
2. Jednostka angażuje się w zachowania autoagresywne z jednego lub więcej powodów: 
  - w celu uzyskania ulgi od negatywnych emocji lub stanów poznawczych,
  - w celu rozwiązania problemów interpersonalnych,
  - w celu wywołania pozytywnego stanu emocjonalnego.
3. Dokonywanie celowych samookaleczeń jest związane z co najmniej jedną z następujących sytuacji: 
  - występowanie bezpośrednio przed aktem samookaleczenia trudności interpersonalnych lub negatywnych odczuć lub myśli, takich jak depresja, lęk, napięcie, złość, uogólniony niepokój lub samokrytyka,
  - występowanie trudnego do skontrolowania zaabsorbowania zamierzonym zachowaniem przed zaangażowaniem się w akt samookaleczenia,
  - częste myślenie o akcie samookaleczenia, nawet w czasie gdy nie jest on dokonywany.
4. Zachowanie nie jest społecznie usankcjonowane (np. dokonywanie piercingu, tatuażu, rytuału religijnego czy kulturowego) i nie ogranicza się do zdrapywania strupów lub obgryzania paznokci.
5. Zachowanie i jego konsekwencje powodują klinicznie istotny poziom stresu lub negatywnie wpływają na funkcjonowanie interpersonalne, akademickie lub w innych istotnych obszarach.
6. Zachowanie nie występuje wyłącznie w czasie trwania epizodów psychotycznych, majaczenia, pod wpływem intoksykacji substancjami lub w trakcie ich odstawienia. U osób z zaburzeniami neurorozwojowymi zachowanie nie jest częścią wzorca powtarzalnych stereotypii. Zachowanie nie może być lepiej wyjaśnione obecnością innego zaburzenia psychicznego lub stanu medycznego[1].

W DSM-5 samookaleczanie nie funkcjonuje jako odrębna jednostka chorobowa, zamiast tego często jest diagnozowana jako cześć innej choroby, np.: borderline personality disorder. Obecnie naukowcy debatują nad umieszczeniem samookaleczania jako osobnej jednostki chorobowej, jako Syndrom Niesamobójczego Samookaleczania (ang. Non-Suicidal Self-Injury Syndrome). Jednakże, takie propozycje bazują głównie na badaniach z USA i Kanady, co może stanowić problem, gdyż DSM to dokument obowiązujący na całym świecie.

## Współwystępowanie
Choć samookaleczanie stanowi obecnie odrębną jednostkę chorobową, bardzo często występuje razem z innymi zaburzeniami psychicznymi. Najczęściej przy okazji wspomina się o borderline personality disorder (BPD), ale aż 80% ludzi z tym problemem nie choruje na BPD. Inne możliwe choroby współistniejące to zaburzenia lękowe, schizofrenia, depresja i zaburzenia obsesyjno-kompulsywne, a także zaburzenia nastroju i zespół stresu pourazowego. Inne możliwości to nadużywanie substancji (ang. substance use disorders) i zaburzenia afektywne. Samookaleczanie może także występować razem z zaburzeniami odżywiania lub autyzmem. Jedno z badań wskazuje, że nieco ponad jedna czwarta osób, które się okaleczają i wykazują intencję samobójczą, choruje najprawdopodobniej na depresję. Australijskie badanie z 2020 wykazało, że wśród bardzo młodych dzieci (wiek szkoły podstawowej), te, które się okaleczały, miały 7-krotnie większą szansę posiadania symptomów depresyjnych i 5-krotnie zaburzeń lękowych w porównaniu z grupą kontrolną.
Około 3,5% ludzi, którzy się samookaleczają, nie ma żadnej innej diagnozy psychiatrycznej. Jeśli samookaleczanie współistnieje z inną chorobą psychiczną, dana osoba statystycznie okalecza się 5 razy częściej. Z drugiej strony, z samookaleczaniem jako osobną jednostką chorobową bez innych zaburzeń jest znacznie trudniej zerwać.
Samookaleczanie zarówno występuje bardzo częstą z inną chorobą psychiczną, jak i może występować z szeroką gamą owych chorób. Bardzo często towarzyszy ono depresji.

## Funkcje samouszkodzeń w życiu jednostki
Samookaleczanie jest mechanizmem przetrwania i pozwala rozładować narastające napięcie, myśli i emocje, z którymi dany człowiek nie może sobie poradzić w żaden inny sposób. Najczęstszymi emocjami dla osoby, która doświadcza samookaleczania, jest intensywny ból psychiczny i głębokie osamotnienie.
Istnieją dwie funkcje, które spełni samouszkodzenie:
- Automatyczna/intrapersonalna (zwana także osobistą[256]) - kontrola emocji i napięcia (np.: wyzwolenie się od gniewu[257]), generacja odczuć i mechanizmy samo-karania[258].
- Społeczna/interpersonalna - komunikacja i wpływanie na innych ludzi, identyfikowanie się z rówieśnikami i unikanie odpowiedzialności społecznej[259].

W badaniach na społecznościach (ang. community groups) najczęstszą funkcją samookaleczania jest funkcja społeczna, w badaniach na grupach klinicznych zaś - automatyczna.
Automatyczna/intrapersonalna funkcja samookaleczania jest powiązana z wysoką powtarzalnością takich zachowań.
Należy zaznaczyć, że nawet samookaleczanie się z powodów społecznych nie oznacza automatycznie braku problemów ze zdrowiem psychicznym, choćby takich jak próby samobójcze.
Inne ujęcie tematu to dwie osie samookaleczania - oś automatyczna/społeczna i oś pozytywna/negatywna (chęć doświadczenia czegoś lub chęć uniknięcia pewnego doświadczenia). Daje nam to 4 możliwe funkcje samouszkodzenia - automatyczną-negatywną, automatyczną-pozytywną, społeczną-negatywną i społeczną-pozytywną.
W innym ujęciu, można powiedzieć, że samookaleczanie zapewnia przynajmniej jeden z poniższych benefitów:
- Intrapersonalne pozytywne wzmocnienie / funkcja automatyczna-pozytywna- poradzenie sobie z poczuciem pustki lub otępienia, spełnienie chęci doświadczenia bólu fizycznego.
- Intrapersonalne negatywne wzmocnienie / funkcja automatyczna-negatywna- redukcja negatywnych emocji, takich jak lęk lub gniew.
- Interpersonalne pozytywne wzmocnienie / funkcja społeczna-pozytywna - zwrócenie uwagi na swoje problemy i pozyskanie pomocy innych ludzi.
- Interpersonalne negatywne wzmocnienie / funkcja społeczna-negatywna - redukcja wiktymizacji i ucieczka od wymagań społecznych.

W takim ujęciu funkcja automatyczna-negatywna najczęściej występuje przy samookaleczaniu.

## Motywacje i przyczyny

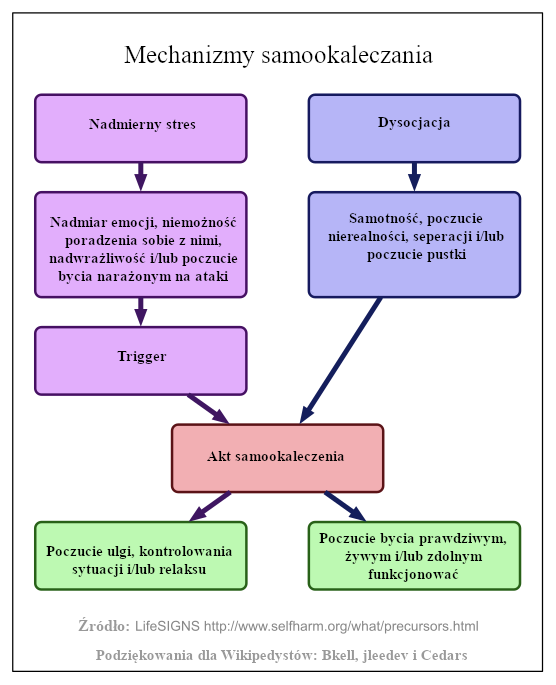
Psychologiczne mechanizmy samookaleczania

Samookaleczanie często następuje jako skutek stresu pourazowego i dysocjacji (zwłaszcza po doświadczeniu przemocy seksualnej), aleksytymii i nadmiernego samokrytycyzmu. Ważna jest również funkcja regulowania emocji i niskie umiejętności komunikacyjne. Samozranienie może także być sposobem na obniżenie odczuwalnego pobudzenia jednostki. Inną motywacją może być podtrzymanie swojego poczucia tożsamości lub samooceny lub pełnienie funkcji adaptacyjno-obronnej czy też samo-oczyszczanie (ang. self-cleansing). Bardzo często samookaleczanie to ekspresja doświadczalnego bólu mentalnego.
Badanie z 2016 wymieniło możliwe motywacje, które towarzyszą osobom z omawianym problemem. Były to:
- Zmniejszanie cierpienia mentalnego
- Wpływ interpersonalny (np.: szukanie pomocy lub komunikowanie swojego bólu)
- Kara (samokaranie, karanie innych, zaproszenie do krytyki i ukarania skierowane do innych ludzi)
- Dysocjacja
- Szukanie wrażeń
- Unikanie samobójstwa
- Definiowanie lub eksploracja własnych granic
- Radzenie sobie z seksualnością
- Samookaleczanie jako pozytywne doświadczenie, ochrona siebie (np.: przed niechcianymi zalotami) lub innych (przed własnym gniewem lub przemocą ze swojej strony).
- Definicja samego siebie:
  - Poprzez demonstrację własnej siły i wytrzymałości
  - Przynależność
  - Sposób na auto-ekspresję
- Poczucie kontroli

Z powyższych, badacze odkryli, iż unikanie bólu emocjonalnego i wpływ interpersonalny były najczęstszą przyczyną samookaleczania, po nich zaś kara i radzenie sobie z dysocjacją.

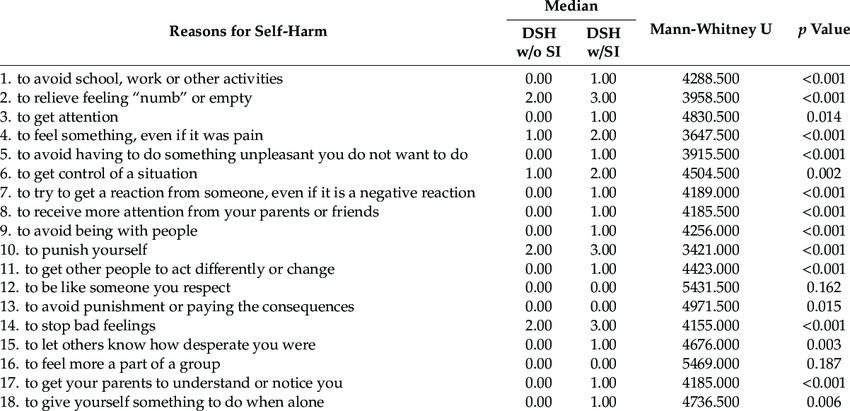
Powody, dla których ludzie się samookaleczają

Zarówno neurotyzm, jak i psychotyzm są czynnikami ryzyka w samookaleczaniu (ale nie ekstrawersja lub introwersja). Zarówno neurotyczność, jak i psychotyczność są ogólnie większe u osób, które się okaleczają, niż w ogólnej populacji.
W trakcie i po akcie samookaleczania spada natężenie negatywnych emocji doświadczanych przed daną osobę, ale zwiększa się poczucie winy i wstydu, co jest głównym powodem, dla którego większość osób, które się okaleczają nie sięga po fachową pomoc. Wstyd może dotyczyć tego zachowania samego w sobie, swojego ciała, lub być związany z emocjonalnym zranieniem swoich najbliższych. Naukowcy teoretyzują, że wstyd może mieć większy wpływ ma samookaleczenie niż poczucie winy. Wśród osób z problemem samouszkodzenia badacze stwierdzili większy wstyd odnośnie własnego charakteru, "zewnętrzny wstyd" (związany z tym, jak inni ich postrzegają) i ogólną łatwość odczuwania wstydu (ang. shame proneness). Ogólnie rzecz ujmując wstyd (z wyłączeniem wstydu związanego z ciałem) jest powiązany z historią samookaleczania. Warto zaznaczyć, że wstyd może być zarówno powodem, jak i wynikiem zachować autoagresywnych.
Samozranienie redukuje napięcie i wywołuje odczucie zrelaksowania.

### Hipotezy powstawania
Istnieje 6 hipotez wyjaśniających, dlaczego jednostki regulują swoje negatywne emocje za pośrednictwem samookaleczania właśnie, wybrawszy tę metodę spośród innych możliwości:
1. Hipoteza społecznego uczenia – zakłada, że jednostka wcześniej napotkała samozranienie w społeczeństwie i w ten sposób znalazło się ono na liście dostępnych jej opcji radzenia sobie ze stresem[289]
2. Hipoteza samokarania – według niej samookaleczanie to kara wymierzona samemu sobie, jego efekt nadmiernego samokrytycyzmu[290].
3. Hipoteza sygnalizacji społecznej – skupia się na roli samookaleczania jako komunikacji swoich problemów innym ludziom[291].
4. Hipoteza pragmatyczna – według niej samookaleczanie to łatwo dostępny i szybki sposób radzenia sobie z problemami[292].
5. Hipoteza opiatowa – zauważa, że większość ludzi pragnie uniknąć doświadczenia bólu fizycznego, ale osoby, które się ranią, nie odczuwają go[293].
6. Hipoteza ukrytej identyfikacji – stwierdza, że osoby, które się okaleczają, silnie się identyfikują z podejmowanymi działaniami, co przekłada się na osobistą preferencję ich dokonywania[294].

### Przyczyny biologiczne
Jeśli chodzi o przyczyny biologiczne, to wiele przypadków samookaleczania można uzasadnić w oparciu o genetykę. Genetyka wyjaśnia także powiązania między samookaleczaniem a myślami i aktami samobójczymi. Samozranienie wiąże się także z metabolizmem serotoniny i endorfin.
Badania biologicznych podstaw samookaleczania będą się koncentrowały na genetyce, strukturach w mózgu i systemach autonomicznym nerwowym i neuroendokrynnym. Naukowcy mają nadzieję, że badania w tych obszarach poskutkują nowymi lekami i metodami terapeutycznymi.
Biologiczne przyczyny samookaleczania mogą się dzielić na dalekie (ang. distal, inaczej predyktory; wrodzone lub długo obecne w organizmie, np.: blizny z dzieciństwa) i bliskie (ang. proximal, inaczej korelacje; stosunkowo świeże i nowe w życiu osobnika) – w literaturze te drugie są znacznie lepiej przebadane od tych pierwszych. Dodatkowo, istnieją stany biologiczne, które bezpośrednio poprzedzają lub występują tuż po epizodzie samookaleczania.

#### Cechy dalekie (ang. distal)

##### Geny
Niektóre badania wykazały, że osoby, które się okaleczają mają mutacje w serotonin-transporter linked promoter region (5-HTTLPR). Inne badanie wykazało mutację w genie kodującym białko MAO-A.
Jeśli chodzi o genetykę, samookaleczanie i choroby współistniejące, to mutacje na genie odpowiedzialnym za COMT zostały stwierdzone u osób z samookaleczaniem i zaburzeniami nastroju, a mutacja w genie kodującym proteinę GNβ3 u osób z depresją i samoranieniem. 
Dotychczasowe badania genetyczne samookaleczania były dokonywane na małych próbach badawczych i, co za tym idzie, są obarczone błędami. W jedynym badaniu przeprowadzonym na 100 000 osobach dorosłych nie stwierdzono żadnej zależności między samookaleczaniem a mutacjami genetycznymi.

##### Neurobiologia
Przemoc doświadczona w dzieciństwie może wpłynąć na funkcjonowanie osi podwzgórza-przysadki-nadnercza danej osoby. Podobnie, wpływa to także na strukturę i funkcje mózgu.

#### Cechy bliskie (ang. proximal)

##### Obwody mózgowe
Przetwarzanie emocji: Płaty czołowo-limbiczne osób, które się samookaleczają, działają inaczej niż u osób zdrowych. Są one odpowiedzialne za przetwarzanie emocji i ich ekspresję. W przypadku nastoletnich pacjentów, samookaleczanie jest powiązane z zmniejszoną ilością substancji szarej w wyspie i w przedniej korze obręczy. Z kolei dorośli pacjenci, którzy się samookaleczają, mają ograniczoną ilość substancji białej w płacie czołowym. Im dłuższy okres samookaleczania, tym większe ubytki w białej istocie. Istnieje badanie rezonansu magnetycznego mózgu, które wykazało zwiększoną aktywność ciała migdałowatego i przedniej kory obręczy w reakcji na negatywne, pozytywne i neutralne obrazy, co sugeruje zwiększoną wrażliwość emocjonalną osób, które się ranią.
Percepcja na siebie i innych: Pacjenci z samookaleczaniem i depresją, ale nie osoby tylko z depresją, podczas odpoczynku mają zmniejszone połączenia między siecią domyślną mózgu a siecią istotności. Osoby, które się okaleczają, posiadają także zwiększone wyczulenie na odrzucenie, co wiąże się ze zwiększoną aktywnością wyspy, przedniej kory obręczy, kory przedczołowej i zakrętu hipokampa.
Impulsywność: Osoby samoraniące się mają też często zwiększoną impulsywność, co znajduje odzwierciedlenie w niektórych badaniach ich mózgów. W 2021 nie było dostatecznie dużo badań nad kontrolą kognitywną w ujęciu neuronauk dla osób z problemem samookaleczania.
Nagrody: Kora oczodołowo-czołowa osób z samozranieniem wykazała większą aktywność dla osób z BPD w przypadku bardzo dużych nagród. W przypadku osób chorujących na depresję i samookaleczających się, wykryto nienaturalne połączenia między prążkowiem a regionami mózgu odpowiedzialnymi za ruch i zmysły, co potwierdza tezę o neuromechanizmach nagród zaangażowanych w proces samookaleczania. Jednakże, ogólnie rzecz ujmując, dowody na powiązanie mechanizmu nagrody z samookaleczaniem są niejednoznaczne i wymagają (stan na 2021 rok) dalszych badań neurobiologicznych.

##### Peryferyjne systemy reagowania na stres
Autonomiczny układ nerwowy: Badanie z 2005 r. wykazało różnice w autonomicznym układzie nerwowym osób z problemem samookaleczania i bez niego. Obniżona aktywność serca w stanie spoczynku utrzymuje się u osób samoraniących się przed dłuższy czas. U osób z samookaleczaniem dominuje układ współczulny, co jest podstawą istniejących problemów w psychice. Badanie z 2008 wykazało, że osoby, które się samookaleczają, łatwiej sfrustrować, co ma podstawy w ich fizjonomii. Jednakże inne badania nie potwierdziły owej prawidłowości.
Kortyzol: istnieją badania, które wykazały obniżony poziom kortyzolu w ślinie osób, które się okaleczają. Im dłużej dana osoba się okaleczała, tym mniejszy poziom kortyzolu wykazali badacze. Dodatkowo, osoby, które okaleczały się 5 lub więcej razy w swoim życiu mają zwiększony poziom kortyzolu w ciągu pierwszych 30 do 45 minut po przebudzeniu niż grupa kontrolna. Znęcanie się i brak uwagi, które charakteryzuje dzieciństwo tych osób, wpłynęło na ich gospodarkę hormonalną.

#### Wrażliwość na ból
Wiele badań naukowych wykazało, iż osoby, które się ranią, mają obniżoną wrażliwość na ból. Naukowcy nie są zgodni, czy ta cecha jest bliska, czy też daleka, choć istnieją sugestie, iż mogłaby być cechą bliską. Najnowsze badania wskazują, że poziomy endogenicznych opioidów w krwiobiegu self-harmers są mniejsze niż u osób zdrowych. Zgodnie z obowiązującą teorią naukową (ang. opioid deficiency model), zachowania autodestrukcyjne służą utrzymaniu homeostazy obniżonych opioidów we krwi poprzez ich zwiększenie jako wynik samozranienia. Co ciekawe, ze względu na aktywność receptorów bólu, obniżone opioidy w krwi powinny w teorii prowadzić do zwiększonej, a nie zmniejszonej wrażliwości na ból.

#### Biologiczne stany tuż przed i po samozranieniu
Samookaleczanie wiąże się między innymi ze zmienioną aktywnością fronto-limbyczną i somato-sensoryczną mózgu.
Serca młodych dziewcząt podczas samookaleczania biją szybciej i dłużej wracają do normalnego stanu.
Studium przypadku monitorujące kobietę z epizodami samookaleczania wykazało, że w wieczorach poprzedzających akty autodestrukcyjne, poziom kortyzolu w moczu owej kobiety był zwiększony, spadając do normy po akcie samodestrukcyjnym.
Istnieje możliwość, że niedobory kortyzolu u osób samookaleczających się są korygowane przez opioidy we krwi, co wyjaśnia, czemu samookaleczanie jest zachowaniem powtarzalnym i uzależniającym.

## Leczenie
W przypadku powtarzającego się samookaleczania, skutki zdrowotne przynosi terapia skoncentrowana na rozwiązywaniu problemów (ang. problem solving therapy), możliwość awaryjnego kontaktu z odpowiednimi służbami i flupentyksol. Inne możliwości to terapia behawioralno-poznawcza lub psychodynamiczna terapia interpersonalna. 
Ze względu na słabo poznane czynniki biologiczne samookaleczania, nad którymi dopiero prowadzone są badania, ciężko o psychofarmakologiczne lub neuromodulacyjne rozwiązanie tego problemu zdrowotnego. W dniu dzisiejszym (stan na 2024 rok) nie istnieją więc somatyczne terapie samookaleczania.

## Powtarzalność
W świecie Zachodnim, kumulatywne ryzyko ponownego samookaleczania wynosi 15% na przestrzeni jednego roku (16% zgodnie z metaanalizą z 2018) i 23% na przestrzeni 4 lat. Na Dalekim Wschodzie kumulatywne prawdopodobieństwo ponownego samookaleczania po roku i 5 latach wynoszą odpowiednio 6 i 10%. Różnice między Wschodem a Zachodem w tym zakresie mogą być wyjaśnione przez fakt, iż ludzie Wschodu częściej giną w efekcie aktów samookaleczania niż ludzie na Zachodzie. 
Badanie z Tajwanu wykazało, że spośród osób, które się ponownie okaleczały, dominowały osoby z rozpoznaną chorobą psychiczną (ponad połowa wszystkich przypadków). Ważnym czynnikiem, obecnym u około 20% pacjentów z ponownym doświadczeniem zachowań autodeskruktywnych, była bardzo poważna choroba somatyczna. Kobiety są bardziej narażone niż mężczyźni na ponowne samookaleczanie.
Okresem krytycznym, jeśli chodzi o ponowne samookaleczanie, są najbliższe 3 do 6 miesięcy następujące po pierwszym takim akcie.

## Powszechność i demografia
W ciągu swojego życia 4% ogólnej populacji będzie się okaleczać. Dla pacjentów psychiatrycznych ten odsetek wzrasta do 20-30%.
Angielskie badanie z roku 2012, w którym wzięło udział prawie 5 tysięcy młodych ludzi, wykazało dosyć sporą powszechność zachowań autodekstruktywnych w populacji. Prawie 19% 16- i 17-latków okaleczało się przynajmniej raz w swoim życiu – dziewczęta częściej (26%) niż chłopcy (9%). Dekadę wcześniej w tym samym państwie procent młodzieży, która się samookaleczała, sięgał 13%. Jako, że badania były przeprowadzane przez inne zespoły badawcze i korzystały z nieco odmiennej metodologii, istnieje możliwość, iż przez ten czas liczba młodych osób z problemem samookaleczania nie zwiększyła się. 
Badanie z Nepalu wykazało, iż osoby posiadające wykształcenie średnie nieco częściej się ranią niż druga największa grupa, osoby z wykształceniem wyższym (odpowiednio 26% i 21%). To samo badanie wykazało, że najczęściej okaleczają się osoby w wieku 21-30 lat (45%), a potem osoby w wieku 16-20 lat (31%). Ci sami badacze zauważyli, że wyższy poziom wykształcenia jest powiązany z obniżeniem się samobójczego odsetka samozranień, a samookaleczanie jest głównie fenomenem miejskim.

### Samookaleczanie a płeć
Młode kobiety są 3,5-krotnie bardziej narażone na samookaleczanie niż mężczyźni.
Badanie z Tajwanu dowodzi, iż mężczyźni, których metodą samookaleczania jest cięcie się, mają większą szansę na śmierć w wyniku tego procesu niż kobiety (odpowiednio 0.32 śmierci na 100 000 mieszkańców i 0.10 na 100 000).
Młodzi mężczyźni są bardzo niechętni do szukania pomocy – fachowej lub w swoim najbliższym otoczeniu – zarówno przed jak i po akcie samookaleczania
Kobiety częściej się samookaleczają dla funkcji automatycznej/intrapersonalnej, zwłaszcza zaś po to, by ukarać same siebie.
Samookaleczanie często jest powiązane z samobójstwem. Badacze zauważyli jednak, że o ile mężczyźni częściej podejmują próby samobójcze, to kobiety częściej się samookaleczają (przynajmniej w wieku nastoletnim).
Samookaleczające się dziewczęta są bardziej neurotyczne od chłopców, a chłopcy - bardziej psychotyczni. Pomimo tych różnic, relacja między psychotycznością i neurotycznością a samookaleczaniem jest niezależna od płci - oznacza to, że bardzo neurotyczni chłopcy lub bardzo psychotyczne dziewczęta dalej mają zwiększone ryzyko samookaleczania.
W niemieckim badaniu badającym szeroko "samoszkodę" (w kontraście do "samozranienia") okazało się, że więcej mężczyzn niż kobiet uderzało głową w ścianę, nadużywało alkoholu, prowadziło niebezpiecznie samochód i straciło pracę na życzenie, a więcej kobiet niż mężczyzn przyznało się do ciecia się, bycia w toksycznych relacjach, głodzenia się i nadużywania leków przeczyszczających.

## Medyczne stereotypy, uprzedzenia i miskoncepcje

Pomarańczowa wstążka jest symbolem solidarności z osobami cierpiącymi z powodu samookaleczania. 1 marca obchodzony jest Światowy Dzień Świadomości Autoagresji.

Osoby, które się okaleczają, często słyszą, że „robią to dla uwagi”. W związku z tym, czują się niezrozumiani i pokrzywdzeni przez personel medyczny. Lekarze i pielęgniarze często myślą, że ludzie okaleczają się, by manipulować innymi ludźmi i szukać uwagi, w momencie, gdy samookaleczanie jest wynikiem poczucia niemocy i kryzysu psychicznego. Często też personel medyczny uważa, że osoby, które się ranią, marnują ich czas. Niekiedy personel medyczny krzyczy na swoich autoagresywnych pacjentów. Takie osoby są traktowane mniej poważnie i gorzej od innych pacjentów, w tym tych ludzi z problemem samookaleczania, których uważa się za "poważniejszych" (np.: cięcie się ze względu na bycie ofiarą gwałtu). Niekiedy pielęgniarki nie słuchają w ogóle swoich pacjentów, choć są otwarte na chorych z innymi problemami. Badania naukowe wskazują, że wszelkie samookaleczenie jest związane z większym ryzykiem myśli samobójczych i każdy przypadek takich problemów wśród ludzi powinien spotkać się z uwagą i troską. Dodatkowo, negatywne nastawienie pielęgniarek do osób cierpiących ze względu na samookaleczanie jest czynnikiem ryzyka w tej chorobie. 
Wielu ludzi z opisywanym problem jest nieusatysfakcjonowanych tym, jaką opiekę medyczną i psychologiczną otrzymują. Pracownicy służby zdrowia podchodzą w różny sposób do osób, które się okaleczają. Możliwe reakcje zawierają się pomiędzy empatią i zrozumieniem, poprzez bezsilność, aż do gniewu i frustracji. Często lekarze i psycholodzy mają problem ze zrozumieniem pacjentów, którzy się okaleczają i nie są w stanie nawiązać z nimi więzi. Aby otworzyć się na pacjenta z problemem samookaleczania, należy odpowiedzieć na jego potrzeby w sposób, który nie jest oceniający. Odpowiedni trening jest w stanie znacząco polepszyć stosunek ekspertów zdrowia psychicznego do osób, które się okaleczają.
Jedno badanie z Niderlandów wykazało, że spośród specjalistów zdrowia psychicznego, tylko 4% posiadało wyspecjalizowany trening skierowany na pomaganie osobom, które się okaleczają. W tym samym badaniu zanotowano, iż inne artykuły naukowe podają, iż normą jest ledwie 20% personelu przeszkolonego w zakresie samookaleczania. W innym badaniu z 2012 najczęstszą pozytywną reakcją badanych pielęgniarek odnośnie pacjentów z samookalaczaniem było to, iż nie posiadały wiedzy, umiejętności i treningu, by im odpowiednio pomóc.
Niekiedy osoby które się samookaleczają są traktowane przez personel szpitali psychiatrycznych jak rodzaj bytu zbiorowego zamiast jednostek z indywidualnymi potrzebami i problemami. Takie traktowanie jest dla owych pacjentów upokarzające i stanowi brak szacunku względem nich.
Pielęgniarki wskazywały, iż mają znacznie więcej negatywnego podejścia (ang. aptitudes) do samookaleczania niż pozytywnego.
Mimo często małej wiedzy o samookaleczaniu, pielęgniarki wierzą, iż posiadanie wiedzy w tym zakresie pomaga im, gdy natrafiają na pacjenta cierpiącego z tego powodu. Jednakże, niektóre pielęgniarki, mimo niskiej wiedzy na ten temat, odmówiły szkolenia, które mogłoby je wyposażyć w niezbędną wiedzę i umiejętności.

## Kwestie prawne
Samouszkodzenie nie jest co do zasady przestępstwem według polskiego Kodeksu karnego. Jednakże dopuszczenie się go w celu unikania służby wojskowej lub zastępczej podlega karze (odpowiednio: pozbawienia wolności do 3 lat i grzywnie, ograniczenia wolności albo pozbawienia wolności do 2 lat).

## Klasyfikacja ICD10
| kod ICD10       | nazwa choroby                                                                |
| --------------- | ---------------------------------------------------------------------------- |
| ICD-10: X60-X84 | Zamierzone samouszkodzenie                                                   |
| ICD-10: X76     | Zamierzone samouszkodzenie przez dym, ogień i płomienie                      |
| ICD-10: X77     | Zamierzone samouszkodzenie przez parę wodną, gorące pary i gorące przedmioty |
| ICD-10: X78     | Zamierzone samouszkodzenie przy użyciu narzędzia ostrego                     |
| ICD-10: X79     | Zamierzone samouszkodzenie przy użyciu narzędzia tępego                      |

### Po polsku
- Samookaleczanie: Główne fakty - tłumaczenie dostępne na stronach Royal College of Psychiatrists
- Czym jest samookaleczanie i jak mu zapobiegać - dostępne na stronach Unicef.pl

### Anglojęzyczne
- Self Injury Outreach and Support
- The Cornell Research Program on Self-Injury and Recovery
- Self Injury Support
- SelfInjury.com
- Adolescent Self Injury Foundation
- International Society for the Study of Self-Injury